# یحیی اردلان
یحیی اردلان در سال ۱۳۱۳ در تهران به دنیا آمد. یحیی اردلان فرزند نصراله خان اردلان و خانم معزز الملوک جلالی قاجار و نوه غلامرضا خان اردلان ملقب به فخرالممالک از رجالاواخر دوره قاجاریه و پس از آن می‌باشد که در عصر خود معاونت حکومت کردستان، حکومت ولایات ثلاث (ملایر، تویسرکان و نهاوند) حکومت ثلاث (گلپایگان و کمره و خوانسار) حکومت بروجرد و کاشان و همدان را به عهده داشت. غلامرضا خان اردلان (فخرالممالک) نقاشی خوش ذوق بود و خطی بسیار زیبا داشت. هم او و هم برادرش برادران اردلان از شاگردان و بعداً از دوستان صمیمی و نزدیک کمال‌الملک بودند.

## تحصیلات و کار در وزارت خارجه
یحیی اردلان تحصیلات ابتدایی و متوسطه را در دبستان ادب و مدرسه آلیانس تهران و دارالفنون به پایان رسانید. تحصیلات عالی را در رشته حقوق دانشکده حقوق دانشگاه تهران طی نمود و در سال ۱۳۳۵ به اخذ درجه لیسانس حقوق قضایی نایل شد. در سال ۱۳۴۱ موفق به اخذ درجه دکترای حقوق بین‌الملل از دانشگاه پاریس شد و به استخدام وزارت خارجه درآمد. در مدت ۲۳ سال خدمت در آن وزارت خانه علاوه بر ماموریت‌های موقت سمت‌های سرکنسولی، رایزن درجه یک و کاردار به ایشان محول گردید. وی همچنین در وزارت خارجه معاونت اداره کل کارگزینی، اداره نهم سیاسی، ریاست تشکیلات و روش‌ها، اداره بودجه و اداره تشکیلات و دفتر خدمات و نیز مدیریت عامل شرکت تعاونی کارکنان وزارتخانه را به عهده داشت.

## زبان‌های خارجی و مترجمی رسمی
یحیی اردلان به زبان‌های انگلیسی، فرانسه و ایتالیایی تسلط کامل داشت و دارای پروانه مترجمی در این سه زبان از قوه قضاییه بود و سال‌های زیادی به شغل ترجمه در دارالترجمه شماره ۱ تهران اشتغال داشت. علاوه بر آن، ریاست هیئت مدیره کانون مترجمان رسمی، عضویت هیئت ممتحنه مترجمان رسمی، شورای عالی ترجمه و هیئت بررسی تخلفات مترجمان رسمی کشور را به عهده داشت.

## درگذشت
یحیی اردلان در صبح ۱۲ تیرماه ۱۳۹۳ در حالی که تنها فرزندش مریم و همسرش مهری فرشیدی بر بالین او بودند، پس از دو سال بیماری درگذشت.

## تدریس، مقاله، ترجمه و تألیف کتاب
دکتر یحیی اردلان چند سالی هم به تدریس رشته متون حقوقی به زبان انگلیسی در دانشگاه مشغول بود. مدتی هم با «مجله حقوقی دادگستری» همکاری داشت. مقالات زیادی به قلم یحیی اردلان و جراید درج و منتشر گردیده‌است.
کتاب‌های مشهوری از قبیل کتاب شهرها و ملل تألیف اسوالد اشپنگلر، حقوق و بودجه فرانسه تألیف برنا بوژار، رقابت آزاد و انحصار تألیف جمعی از نویسندگان اروپایی را به زبان فارسی ترجمه کرده‌است.
کتابی با عنوان اوضاع سیاسی – اقتصادی و فرهنگی کویت از یحی اردلان به یادگار مانده‌است.
برخی از کتاب‌های یحیی اردلان عبارتند از: 
آیین تصویب لایحه بودجه در فرانسه مقایسه با سایر کشورهای اروپایی و ایالات متحده آمریکا/ژان -کلود - مارتینز، پی یر دی مالتا؛ یحیی اردلان رق‍اب‍ت آزاد و ان‍ح‍ص‍ار ت‍ج‍رب‍ه چ‍ن‍د ک‍ش‍ور/ ت‍ه‍ی‍ه ش‍ده در م‍ع‍اون‍ت ام‍ور م‍ن‍اطق و م‍ج‍ل‍س، گ‍روه م‍طال‍ع‍ات‍ی ب‍ررس‍ی ق‍وان‍ی‍ن و م‍ق‍ررات م‍ان‍ع ت‍وس‍ع‍ه؛ م‍ت‍رج‍م‍ان ی‍ح‍ی‍ی اردلان … [و دی‍گ‍ران] ق‍ب‍س‍ات م‍ن م‍ع‍ارف ال‍ق‍رآن ال‍ک‍ری‍م = ان‍واری از م‍ع‍ارف ق‍رآن‍ی ب‍ا ت‍رج‍م‍ه ای‍ت‍ال‍ی‍ای‍ی‌/ اع‍داد ح‍س‍ی‍ن ح‍ائ‍ری ک‍رم‍ان‍ی؛ م‍س‍اه‍م‍ه ی‍ح‍ی‍ی اردلان، ب‍رات‍ع‍ل‍ی ب‍اب‍اپ‍ور م‍ت‍ون ح‍ق‍وق ب‍ودج‍ه ف‍ران‍س‍ه‌/ ب‍رن‍ارد پ‍وژاد؛ م‍ت‍رج‍م ی‍ح‍ی‍ی اردلان؛ م‍ق‍دم‍ه ت‍طب‍ی‍ق‍ی از ه‍ادی اس‍م‍اع‍ی‍ل‌زاده، م‍ح‍م‍درض‍ا ت‍ه‍ران‍ی؛ ت‍ه‍ی‍ه ش‍ده در م‍ع‍اون‍ت ام‍ور م‍ن‍اطق و م‍ج‍ل‍س، گ‍روه م‍طال‍ع‍ات‍ی ب‍ررس‍ی ق‍وان‍ی‍ن و م‍ق‍ررات م‍ان‍ع ت‍وس‍ع‍ه